# Aleksa Popović
Pour les articles homonymes, voir Popović.
Aleksa Popović (en serbe : Алекса Поповић), né le 31 juillet 1987, à Danilovgrad, en République socialiste du Monténégro, est un joueur monténégrin de basket-ball. Il évolue aux postes d'arrière et d'ailier. 

## Palmarès
- Vainqueur de la coupe du Monténégro 2011, 2012, 2014, 2015